# 生剥
生剥（いきはぎ）は神道における罪の観念で、『延喜式』巻八「祝詞」に収録される大祓詞に登場する天つ罪のひとつである。
馬の皮を生きたまま剥ぐことされる。
『日本書紀』にスサノオ命が天照大神が神に献上する服を織っている殿内に天斑駒（アメノフチコマ）を生剥にして投げ入れたとその起源を記していることから、神事（ないしはその準備）の神聖性を侵犯するものとされるが、本来は単に家畜の皮を剥いで殺傷することとの説もある。